# Craugastor sandersoni
Craugastor sandersoni es una especie de anfibio anuro de la familia Craugastoridae.
Se distribuye en la zona montana y premontana junto al Caribe en Guatemala y Belice.
Su hábitat natural se conforma de bosque tropical y subtropical húmedo montano y premontano. 
Está amenazada de extinción debido a la destrucción de su hábitat y quizá por la quitridiomicosis.